# Paul (ośmiornica)

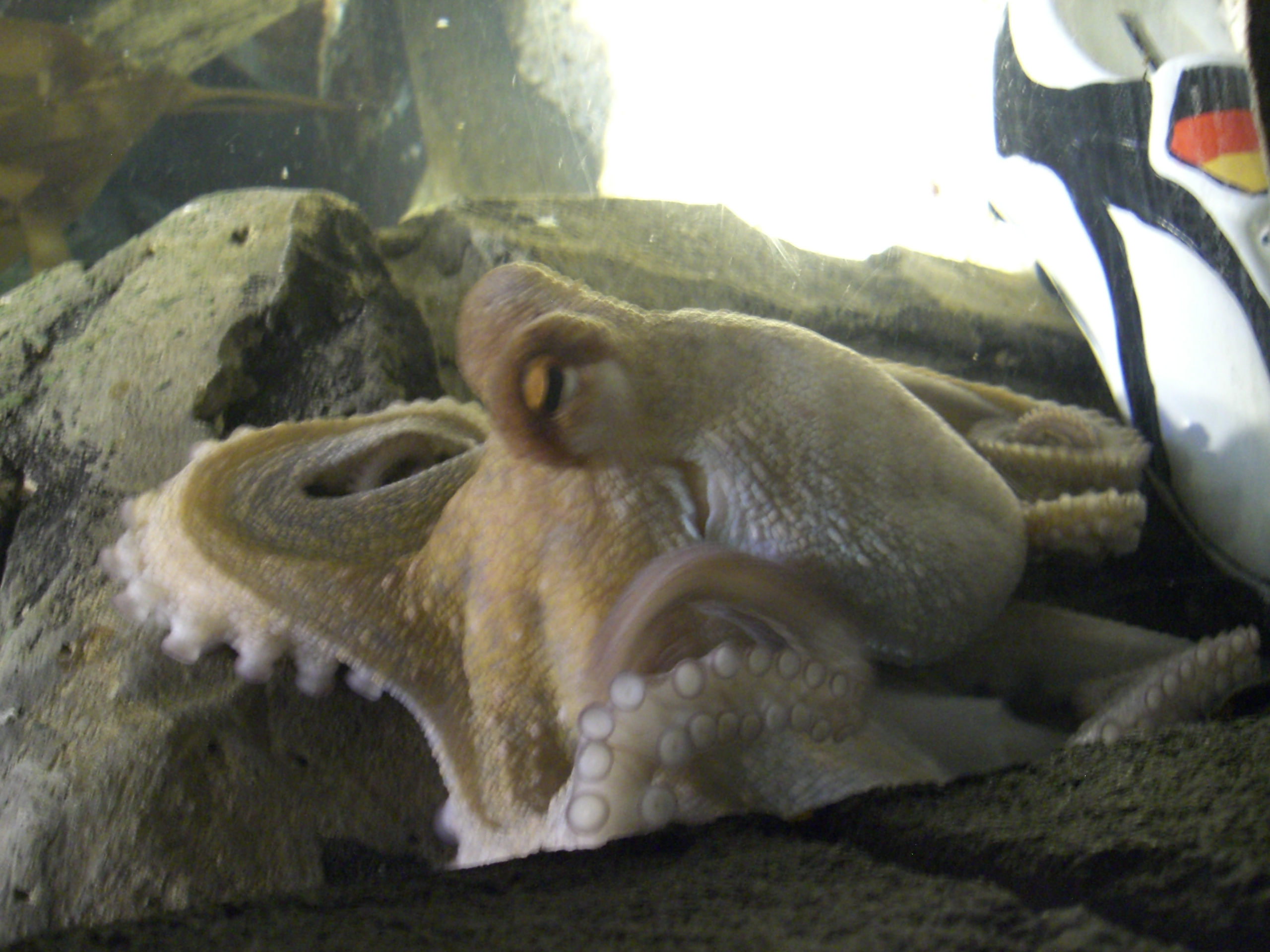
Ośmiornica Paul

Paul (złapany 2008 w Weymouth, padł 26 października 2010 w Oberhausen) – ośmiornica zwyczajna (Octopus vulgaris) żyjąca w akwarium Sea Life Centre w Oberhausen. Zwierzę było w 2008 i 2010 używane do typowania wyników meczów reprezentacji Niemiec w piłce nożnej. Niezwykła skuteczność typów Paula sprawiła, że stał się on popularny na całym świecie.

## Przewidywanie wyników meczów piłkarskich
Paul został wielokrotnie użyty do typowania wyników meczów reprezentacji Niemiec w piłce nożnej w międzynarodowych turniejach: w Mistrzostwach Europy w Piłce Nożnej 2008 i w Mistrzostwach Świata w Piłce Nożnej 2010. Pomylił się jedynie dwukrotnie, nieprawidłowo typując zwycięzcę w meczach Niemcy - Chorwacja i Niemcy - Hiszpania podczas Euro 2008.
Typowanie odbywało się poprzez wstawienie do akwarium Paula dwóch pojemników z przysmakami ośmiornicy, małżami. Na pojemniki naklejone zostały wcześniej flagi państw, których reprezentacje będą rozgrywać mecz – Paul wybierał zwycięzcę poprzez wejście do jednego z nich i zjedzenie znajdujących się tam smakołyków.
Podczas Mundialu 2010, Paul prawidłowo wytypował zwycięzcę siedem razy z rzędu w meczach Niemiec z Australią, Ghaną, Serbią, Anglią, Argentyną, Hiszpanią i Urugwajem. 9 lipca Paul wytypował również zwycięstwo reprezentacji Hiszpanii w meczu o mistrzostwo świata z Holandią.

### Przewidywania ośmiornicy

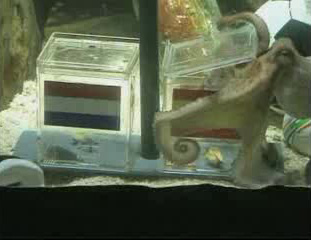
Ośmiornica typująca zwycięzcę meczu finałowego MŚ 2010

| Przeciwnik | Flaga      | Turniej      | Faza              | Data            | Typ ośmiornicy | Rezultat |               |
| ---------- | ---------- | ------------ | ----------------- | --------------- | -------------- | -------- | ------------- |
| Polska     | Polska     | Euro 2008    | Faza grupowa      | 8 czerwca 2008  | Niemcy         | 2-0      | Prawidłowy    |
| Chorwacja  | Chorwacja  | Euro 2008    | Faza grupowa      | 12 czerwca 2008 | Niemcy         | 1-2      | Nieprawidłowy |
| Austria    | Austria    | Euro 2008    | Faza grupowa      | 16 czerwca 2008 | Niemcy         | 1-0      | Prawidłowy    |
| Portugalia | Portugalia | Euro 2008    | Ćwierćfinał       | 19 czerwca 2008 | Niemcy         | 3-2      | Prawidłowy    |
| Turcja     | Turcja     | Euro 2008    | Półfinał          | 25 czerwca 2008 | Niemcy         | 3-2      | Prawidłowy    |
| Hiszpania  | Hiszpania  | Euro 2008    | Finał             | 29 czerwca 2008 | Niemcy         | 0-1      | Nieprawidłowy |
| Australia  | Australia  | Mundial 2010 | Faza grupowa      | 13 czerwca 2010 | Niemcy         | 4-0      | Prawidłowy    |
| Serbia     | Serbia     | Mundial 2010 | Faza grupowa      | 18 czerwca 2010 | Serbia         | 0-1      | Prawidłowy    |
| Ghana      | Ghana      | Mundial 2010 | Faza grupowa      | 23 czerwca 2010 | Niemcy         | 1-0      | Prawidłowy    |
| Anglia     | Anglia     | Mundial 2010 | 1/8 finału        | 27 czerwca 2010 | Niemcy         | 4-1      | Prawidłowy    |
| Argentyna  | Argentyna  | Mundial 2010 | Ćwierćfinał       | 3 lipca 2010    | Niemcy         | 4-0      | Prawidłowy    |
| Hiszpania  | Hiszpania  | Mundial 2010 | Półfinał          | 7 lipca 2010    | Hiszpania      | 0-1      | Prawidłowy    |
| Urugwaj    | Urugwaj    | Mundial 2010 | Mecz o 3. miejsce | 10 lipca 2010   | Niemcy         | 2-3      | Prawidłowy    |

| Drużyny              | Flagi | Turniej      | Faza  | Data          | Typ ośmiornicy | Rezultat |            |
| -------------------- | ----- | ------------ | ----- | ------------- | -------------- | -------- | ---------- |
| Holandia – Hiszpania | –     | Mundial 2010 | Finał | 11 lipca 2010 | Hiszpania      | 0-1      | Prawidłowy |

## Dalsza kariera
W lipcu 2010 r. rosyjska firma bukmacherska Bet League zaproponowała akwarium w Oberhausen 100 tysięcy euro w zamian za Paula. Ponadto ośmiornica miała otrzymywać miesięcznie 5 tysięcy dolarów pensji. Według Olega Zurawskiego, współwłaściciela firmy Bet League, Paul okazał się w typowaniu wyników mundialu lepszy od wszystkich jej profesjonalnych pracowników. Rzeczniczka oceanarium, Tanja Manzig, powiedziała jednak, że po mistrzostwach Paul miał skończyć z typowaniem wyników.
Na początku sierpnia 2010 r. agent Paula, Chris Davis, powiedział, że podpisany został kontrakt na wystąpienie Paula w albumie z przebojami Elvisa Presleya, którego tytuł miał brzmieć Paul The Octopus Sings Elvis. Pieniądze z jego sprzedaży miały trafić do jednego z morskich rezerwatów w Grecji.
Do sierpnia 2010 r. Paul otrzymał prawie 200 ofert pracy. Wystąpił w reklamie sieci supermarketów REWE, w której wybierał spośród dwóch pojemników z małżami ten, na którym było logo firmy. Paul wystąpił też w reklamie promującej mrożonki firmy Iglo. Agent ośmiornicy powiedział, że powstały o niej książki, pluszowe zabawki z jej wizerunkiem i nowa aplikacja na iPhone'a. Ponadto pod koniec sierpnia 2010 r. w kinach pojawił się chiński thriller komediowy Zabić Paula ośmiornicę. Paul miał też uczestniczyć w promocji kandydatury Anglii jako organizatora mistrzostw świata w 2018 r..
Po śmierci Paula akwarium Sea Life Centre zaprezentowało Paula II, pochodzącą z Francji ośmiornicę, która miała zastąpić Paula. Paul II został sprowadzony kilka tygodni wcześniej, gdyż kierownictwo akwarium miało nadzieję, że zdąży się nauczyć przepowiadać wyniki od swojego poprzednika.